# Billaea malayana
Billaea malayana är en tvåvingeart som beskrevs av Malloch 1929. Billaea malayana ingår i släktet Billaea och familjen parasitflugor. Inga underarter finns listade i Catalogue of Life.